# Sten Lindgren
Sten Peter Gustaf Adolf Lindgren, född 22 juni 1903 i Munkfors, död 13 maj 1959 i Oscars församling i Stockholm, var en svensk skådespelare.

## Biografi
Lindgren studerade vid Dramatens elevskola 1923–1925. Han debuterade i filmen Karl XII (1925) och kom att medverka i drygt ett 50-tal filmer. Sten Lindgren är begraven på Norra kyrkogården i Åmål.

## Filmografi i  urval
- 1925 – Karl XII del II
- 1925 – Ingmarsarvet
- 1933 – Hälsingar
- 1935 – Bränningar
- 1935 – Fredlös
- 1935 – Grabbarna i 57:an
- 1936 – Fröken blir piga
- 1936 – 33.333
- 1937 – Bergslagsfolk
- 1938 – Eli Sjursdotter
- 1938 – Storm över skären
- 1938 – I nöd och lust
- 1941 – Tåget går klockan 9
- 1941 – Livet går vidare
- 1942 – Gula kliniken
- 1943 – Fångad av en röst
- 1943 – Ungt blod
- 1943 – I brist på bevis
- 1943 – Prästen som slog knockout
- 1944 – Sabotage
- 1944 – Klockan på Rönneberga
- 1944 – Skogen är vår arvedel
- 1944 – Örnungar
- 1944 – Kejsarn av Portugallien
- 1945 – Fram för lilla Märta
- 1945 – Galgmannen
- 1945 – Sextetten Karlsson
- 1945 – Lidelse
- 1945 – Flickor i hamn
- 1946 – Bröllopet på Solö
- 1946 – Driver dagg faller regn
- 1946 – Kvarterets busungar
- 1946 – Begär
- 1947 – Dynamit
- 1947 – Pappa sökes
- 1947 – Tösen från Stormyrtorpet
- 1947 – Ådalens poesi
- 1948 – Lars Hård
- 1949 – Bohus Bataljon
- 1949 – Lång-Lasse i Delsbo
- 1949 – Hin och smålänningen
- 1950 – Rågens rike
- 1951 – Hon dansade en sommar
- 1951 – Örnarnas dal
- 1951 – Starkare än lagen
- 1951 – Foreign Intrigue (TV-serie)
- 1952 – När syrenerna blomma
- 1953 – Ursula – flickan i finnskogarna
- 1953 – Ingen mans kvinna
- 1953 – Malin går hem
- 1953 – Vi var några man
- 1956 – Moln över Hellesta
- 1956 – Pettersson i Annorlunda
- 1956 – Vi vill, vi kan, vi skall
- 1957 – Gårdarna runt sjön
- 1958 – Bock i örtagård
- 1958 – Fridolf sticker opp!

## Teater

### Roller (ej komplett)
| År   | Roll                                  | Produktion                                                                         | Regi               | Teater                                |
| ---- | ------------------------------------- | ---------------------------------------------------------------------------------- | ------------------ | ------------------------------------- |
| 1924 | Förste poliskonstapeln                | Äventyrens värld Christian Günther                                                 | Karl Hedberg       | Dramaten                              |
| 1927 | Miguel                                | Markisinnan Noel Coward                                                            | Karl Hedberg       | Dramaten                              |
| 1928 | Telegrafisten Arbetare Krigsministern | Hoppla, vi lever! Ernst Toller                                                     | Per Lindberg       | Dramaten                              |
| 1928 | Fiorigny                              | Diktatorn Jules Romains                                                            | Per Lindberg       | Dramaten                              |
| 1928 | Andre poliskonstapeln                 | Försvarsadvokaten Ferenc Molnar                                                    | Karl Hedberg       | Dramaten                              |
| 1928 | Edward Horning                        | Ryktbarhet Arnold Bennett                                                          | Gustaf Linden      | Dramaten                              |
| 1928 | Jumbo                                 | Fåglarna Aristofanes                                                               | Olof Molander      | Dramaten                              |
| 1929 | Willocks                              | Vi ä' alla lika Frederick Lonsdale                                                 | Rudolf Wendbladh   | Helsingborgs stadsteater              |
| 1929 | Don Alfonso                           | Don Gil av gröna byxor Tirso de Molina                                             | Rudolf Wendbladh   | Helsingborgs stadsteater              |
| 1929 | Franzi                                | Periferi František Langer                                                          | Rudolf Wendbladh   | Helsingborgs stadsteater              |
| 1929 | Hardy                                 | Resans slut Robert Cedric Sheriff                                                  | Rudolf Wendbladh   | Helsingborgs stadsteater              |
| 1929 | Baron Lejonkula                       | Herr Dardanell och hans upptåg på landet August Blanche                            | Rudolf Wendbladh   | Helsingborgs stadsteater              |
| 1930 | Leone                                 | Volpone Ben Jonson                                                                 | Rudolf Wendbladh   | Helsingborgs stadsteater              |
| 1930 | En äldre herre                        | Topaze Marcel Pagnol                                                               | Albert Nycop       | Helsingborgs stadsteater              |
| 1930 | Doktor Harvester                      | Den heliga lågan W. Somerset Maugham                                               | Rudolf Wendbladh   | Helsingborgs stadsteater              |
| 1930 | Poliskommissarien                     | Mordet i andra våningen Frank Vosper                                               | Rudolf Wendbladh   | Helsingborgs stadsteater              |
| 1930 | Hector                                | Kom, sågs, segrade! Louis Verneuil                                                 | Rudolf Wendbladh   | Helsingborgs stadsteater              |
| 1930 | Balbus                                | Karusellen George Bernard Shaw                                                     | Rudolf Wendbladh   | Helsingborgs stadsteater              |
| 1930 | César Poustiano                       | Odågan Jacques Deval                                                               | Rudolf Wendbladh   | Helsingborgs stadsteater              |
| 1930 | Dick Donnelly                         | Rena rama sanningen James H. Montgomery                                            | Rudolf Wendbladh   | Helsingborgs stadsteater              |
| 1930 | Olof Boman                            | Kontraband Oscar Rydqvist                                                          | Albert Nycop       | Helsingborgs stadsteater              |
| 1931 | Billberg                              | Markurells i Wadköping Hjalmar Bergman                                             | Albert Nycop       | Helsingborgs stadsteater              |
| 1931 | Barabbas                              | Barabbas Michel de Ghelderode                                                      | Rudolf Wendbladh   | Helsingborgs stadsteater              |
| 1931 | Felix                                 | "Succes!" Édouard Bourdet                                                          | Rudolf Wendbladh   | Helsingborgs stadsteater              |
| 1931 | Ture Kilander                         | Sensation Erik Lindorm                                                             | Rudolf Wendbladh   | Helsingborgs stadsteater              |
| 1931 | Johannes Falken                       | Thalias barn Tor Hedberg                                                           | Rudolf Wendbladh   | Helsingborgs stadsteater              |
| 1931 | Le Goelec                             | Marius Marcel Pagnol                                                               | Rudolf Wendbladh   | Helsingborgs stadsteater              |
| 1931 | Plantagenet Espinoza                  | Elisabet av England Ferdinand Bruckner                                             | Rudolf Wendbladh   | Helsingborgs stadsteater              |
| 1931 | Länsman                               | Hans nåds testamente Hjalmar Bergman                                               | Rudolf Wendbladh   | Helsingborgs stadsteater              |
| 1932 | Fritz Bernt                           | Till polisens förfogande Max Alsberg och Otto Ernst Hesse                          | Albert Nycop       | Helsingborgs stadsteater              |
| 1932 | Brian Cutler                          | Hennes första äventyr Merrill Rogers                                               | Albert Nycop       | Helsingborgs stadsteater              |
| 1932 | Förste mannen                         | Knock eller Läkarkonstens triumf Jules Romains                                     | Rudolf Wendbladh   | Helsingborgs stadsteater              |
| 1932 | Tibére Barroyer                       | Svindlare Louis Verneuil                                                           | Rudolf Wendbladh   | Helsingborgs stadsteater              |
| 1932 | Valentin                              | Fröken Jacques Deval                                                               | Rudolf Wendbladh   | Helsingborgs stadsteater              |
| 1932 | Wallenstein                           | Vi Ludvig Nordström                                                                | Rudolf Wendbladh   | Helsingborgs stadsteater              |
| 1932 | Felix                                 | Fröken Kyrkråtta Ladislas Fodor                                                    | Albert Nycop       | Helsingborgs stadsteater              |
| 1932 | Dr. Waldemar Lux                      | Du och jag Ralph Benatzky och Hans Müller-Einigen                                  | Rudolf Wendbladh   | Helsingborgs stadsteater              |
| 1933 | Klimpen                               | Kalle Karlssons knepigheter Oscar Rydqvist                                         | Rudolf Wendbladh   | Helsingborgs stadsteater              |
| 1933 | Erich Klamroth                        | Före solnedgången Gerhart Hauptmann                                                | Rudolf Wendbladh   | Helsingborgs stadsteater              |
| 1933 | Arthur Boscor                         | En idealisk hustru Peter Garland                                                   | Rudolf Wendbladh   | Helsingborgs stadsteater              |
| 1933 | John Potter                           | Ungkarlspappan Edward Childs Carpenter                                             | Albert Nycop       | Helsingborgs stadsteater              |
| 1933 | Orsino                                | Trettondagsafton William Shakespeare                                               | Rudolf Wendbladh   | Helsingborgs stadsteater              |
| 1933 | Mr. Jones                             | Hennes stora chance Christine Jope-Slade och Sewell Stokes                         | Albert Nycop       | Helsingborgs stadsteater              |
| 1933 | Sergeant Fielding                     | För sant för att vara bra George Bernard Shaw                                      | Rudolf Wendbladh   | Helsingborgs stadsteater              |
| 1933 | Olaus Petri                           | Mäster Olof August Strindberg                                                      | Rudolf Wendbladh   | Helsingborgs stadsteater              |
| 1933 | Karl                                  | Karl den store, högerytter László Bús-Fekete                                       | Rudolf Wendbladh   | Helsingborgs stadsteater              |
| 1933 | Herr Schwartz                         | Den lilla butiken László Bús-Fekete                                                | Albert Nycop       | Helsingborgs stadsteater              |
| 1934 | Hans von Degerfelt                    | Ett brott Sigfrid Siwertz                                                          | Rudolf Wendbladh   | Helsingborgs stadsteater              |
| 1934 | Bear                                  | Syndafloden Henning Berger                                                         | Rudolf Wendbladh   | Helsingborgs stadsteater              |
| 1934 | Othello                               | Othello William Shakespeare                                                        | Rudolf Wendbladh   | Helsingborgs stadsteater              |
| 1934 | Olle Pamp                             | Ljungby Horn Edgar Collin, Vilhelm Østergaard, och Alfred Ipsen                    | Albert Nycop       | Helsingborgs stadsteater              |
| 1935 | Lunk                                  | Gatumusikanter Paul Schurek och Hanns Sassmann                                     | Rudolf Wendbladh   | Helsingborgs stadsteater              |
| 1935 | Sergeant Fielding                     | För sant för att vara bra George Bernard Shaw                                      | Rudolf Wendbladh   | Helsingborgs stadsteater Turné        |
| 1935 | Bengt Erlandsson, Cello               | Kvartetten som sprängdes Birger Sjöberg                                            | Albert Nycop       | Helsingborgs stadsteater              |
| 1936 | Sydney                                | För berömliga gärningar W. Somerset Maugham                                        | Rudolf Wendbladh   | Helsingborgs stadsteater              |
| 1936 | Dickie Reynolds                       | "Älskar - älskar inte" Samson Raphaelson                                           | Rudolf Wendbladh   | Helsingborgs stadsteater              |
| 1936 | Richard Greatham                      | Höfeber Noël Coward                                                                | Rudolf Wendbladh   | Helsingborgs stadsteater              |
| 1936 | Gustav II Adolf                       | Regina von Emmeritz Zacharias Topelius                                             | Ernst Eklund       | Skansens friluftsteater               |
| 1936 | Matejka                               | Ryttarpatrullen František Langer                                                   | Rudolf Wendbladh   | Helsingborgs stadsteater              |
| 1936 | Lindgren                              | Fridas visor eller Oscars fyra bekymmer eller En vecka i Lilla Paris Gösta Sjöberg | Albert Nycop       | Helsingborgs stadsteater              |
| 1939 | Gustaf Mauritz                        | Kungens komedi Oscar Rydqvist                                                      | Martha Lundholm    | Vasateatern                           |
| 1940 | Jean Marc Marrien                     | Bröllopsnatt (Oktobertag) Georg Kaiser                                             | Nils Ekstam        | Nya teatern                           |
| 1941 | Medverkande                           | Kar de Mummas ofullbordade, revy Kar de Mumma                                      | Leif Amble-Næss    | Blancheteatern                        |
| 1941 | Olaus Petri                           | Mäster Olof August Strindberg                                                      | Rudolf Wendbladh   | Helsingborgs stadsteater/ Riksteatern |
| 1943 |                                       | Tre valser Oscar Straus, Paul Knepler och Armin Robinson                           | Leif Amble-Naess   | Oscarsteatern                         |
| 1944 | Richard Regan                         | Det evigt manliga Philip Barry                                                     | Harry Roeck-Hansen | Blancheteatern                        |
| 1944 | Winston Urquhart                      | Den obetvingade segern Maxwell Anderson                                            | Sam Besekow        | Blancheteatern                        |
| 1947 | Andrew MacLaren                       | Brigadoon Alan Jay Lerner och Frederick Loewe                                      | Per-Axel Branner   | Oscarsteatern                         |
| 1948 | Darnton                               | Kärlek utan nåd Eugene O'Neill                                                     | Gustaf Molander    | Turné                                 |
| 1952 |                                       | Trettondagsafton William Shakespeare                                               | Sandro Malmquist   | Skansens friluftsteater               |
| 1953 |                                       | Saken är Oscar P.G. Wodehouse, Guy Bolton och Cole Porter                          | Georg Funkquist    | Oscarsteatern                         |
| 1953 |                                       | Hans nåds testamente Hjalmar Bergman                                               | Sandro Malmquist   | Skansens friluftsteater               |
| 1958 | Lopachin                              | Körsbärsträdgården Anton Tjechov                                                   | Sandro Malmquist   | Riksteatern                           |
| 1959 | Gustav Vasa                           | Mäster Olof August Strindberg                                                      | Sandro Malmquist   | Riksteatern                           |

## Radioteater

### Roller
| År   | Roll                  | Produktion                                              | Regi          |
| ---- | --------------------- | ------------------------------------------------------- | ------------- |
| 1950 | Direktör Henry Grundt | Hillmans detektivbyrå: Alias Henry Grundt Folke Mellvig | Lars Madsén   |
| 1953 | Distinktionskorpralen | Midsommar August Strindberg                             | Palle Brunius |

### Fotnoter
1. 1 2  ČSFD person-ID: 156094, läst: 9 oktober 2017.[källa från Wikidata]
2. 1 2 3  Gravar.se, läs online.[källa från Wikidata]
3. ↑  Svensk filmdatabas film-ID: 58849.[källa från Wikidata]
4. 1 2  ”Sten Lindgren”. Svensk Filmdatabas. http://sfi.se/sv/svensk-filmdatabas/Item/?type=PERSON&itemid=58849&iv=OVERVIEW. Läst 14 augusti 2012.
5. ↑  Sten Gustav Lindgren på Gravar.se
6. ↑  ”Teater Musik Film”. Dagens Nyheter:  s. 11. 27 december 1935. http://arkivet.dn.se/arkivet/tidning/1935-12-27/352/11. Läst 27 december 2015.
7. ↑  ”Teater Musik Film”. Dagens Nyheter:  s. 10. 11 juni 1936. http://arkivet.dn.se/arkivet/tidning/1936-06-11/156/10. Läst 28 december 2015.
8. ↑  ”Kungens komedi”. Musikverket. http://calmview.musikverk.se/CalmView/Record.aspx?src=CalmView.Performance&id=PERF14257&pos=409. Läst 29 april 2016.
9. ↑  ”Bröllopsnatt”. Musik- och Teaterbiblioteket. https://calmview.musikverk.se/CalmView/Record.aspx?src=CalmView.Performance&id=PERF13881&pos=776. Läst 3 mars 2025.
10. ↑  ”Teater Musik Film”. Dagens Nyheter:  s. 10. 25 april 1941. http://arkivet.dn.se/arkivet/tidning/1941-04-25/110/10. Läst 21 april 2016.
11. ↑  ”Teater Musik Film: 'Mäster Olof' i Landskrona”. Dagens Nyheter:  s. 12. 2 november 1941. https://arkivet.dn.se/tidning/1941-11-02/298/12. Läst 4 november 2021.
12. ↑  O. R-t (23 september 1943). ”"Tre valser" på Oscarsteatern”. Dagens Nyheter. http://arkivet.dn.se/arkivet/tidning/1943-09-22/258/17. Läst 11 juli 2015.
13. ↑  ”Det evigt manliga”. Musikverket. http://calmview.musikverk.se/CalmView/Record.aspx?src=CalmView.Performance&id=PERF22225&pos=131. Läst 24 april 2016.
14. ↑  ”Den obevingade segern”. Musikverket. http://calmview.musikverk.se/CalmView/Record.aspx?src=CalmView.Performance&id=PERF22226&pos=132. Läst 24 april 2016.
15. ↑  ”Brigadoon”. Musikverket. http://calmview.musikverk.se/CalmView/Record.aspx?src=CalmView.Performance&id=PERF25006&pos=14. Läst 3 juni 2015.
16. ↑  Sven Barthel (23 oktober 1940). ”O'Neill i Gävle”. Dagens Nyheter:  s. 7. http://arkivet.dn.se/arkivet/tidning/1948-10-23/288/7. Läst 27 augusti 2015.
17. 1 2  ”Skansenteatern”. Leopolds antikvariat. Arkiverad från originalet den 28 mars 2016. https://web.archive.org/web/20160328020221/http://www.abm.se/leopolds/Skansenteatern.html. Läst 19 mars 2016.
18. ↑  Hl (22 maj 1953). ”Crazy på Oscars”. Dagens Nyheter:  s. 15. http://arkivet.dn.se/arkivet/tidning/1953-05-22/136/15. Läst 11 juli 2015.
19. ↑  S B-l (20 september 1958). ”Två Riksteaterpremiärer”. Dagens Nyheter:  s. 14. https://arkivet.dn.se/tidning/1958-09-20/255/14. Läst 26 maj 2018.
20. ↑  S B-l (28 januari 1959). ”Riksteaterns 'Mäster Olof'”. Dagens Nyheter:  s. 11. https://arkivet.dn.se/tidning/1959-01-28/26/11. Läst 26 maj 2018.
21. ↑  ”Radioprogrammet”. Dagens Nyheter:  s. 18. 21 januari 1950. https://arkivet.dn.se/tidning/1950-01-21/19/18. Läst 19 december 2021.
22. ↑  ”Radioprogrammet”. Dagens Nyheter:  s. 22. 19 juni 1953. http://arkivet.dn.se/arkivet/tidning/1953-06-19/163/22. Läst 31 januari 2016.